# La Fanette
La Fanette är en sång på franska av den belgiske sångaren Jacques Brel, som skrevs 1962 och spelades in 1963. Sången skrevs i Brels hus i Roquebrune, och framfördes första gången i december 1962 i Schaerbeek. Brel turnerade då med Isabelle Aubret, som fick tillåtelse att tolka låten.
Texten återberättar en historia om dubbelt förräderi, där den som huvudpersonen älskar, samt huvudpersonens vän, istället blir kära i varandra. Genom hela sången återanvänds anaforen "Faut dire", som betyder ungefär "Måste säga".